# Liste der Wappen im Landkreis Mansfeld-Südharz
Diese Liste zeigt die amtlich genehmigten Wappen der Verbandsgemeinden, Städte und Gemeinden, sowie Wappen von ehemaligen Landkreisen, Verwaltungsgemeinschaften, Städten und Gemeinden im Landkreis Mansfeld-Südharz in Sachsen-Anhalt.

Wappen des Landkreises Mansfeld-Südharz[1]
Der Landkreis Mansfeld-Südharz in Sachsen-Anhalt
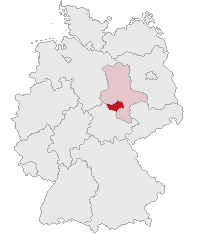
Der Landkreis Mansfeld-Südharz in Deutschland

## Wappen der Verbandsgemeinden

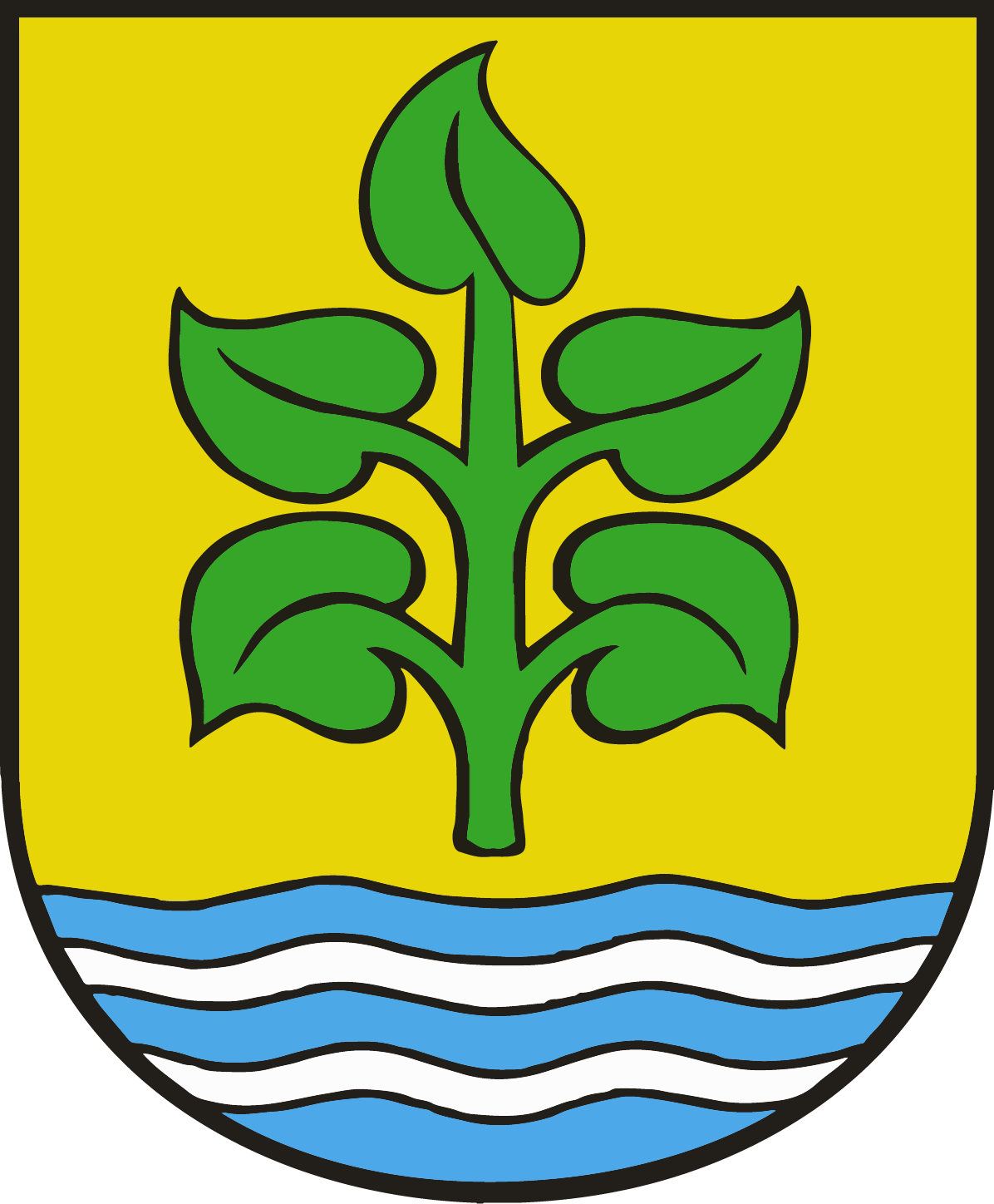
Verbandsgemeinde Goldene Aue
Verbandsgemeinde Mansfelder Grund-Helbra

- Verbandsgemeinde
Goldene Aue[2]
- Verbandsgemeinde
Mansfelder Grund-Helbra[3]

## Wappen der Städte und Gemeinden
Folgende Gemeinden führen kein Wappen:
- Arnstein
- Bornstedt

- Gemeinde
Ahlsdorf[4]
- Stadt
Allstedt[5]
- Gemeinde
Benndorf[6]
- Gemeinde
Berga[7]
- Gemeinde
Blankenheim[8]
- Gemeinde
Brücken-Hackpfüffel[9]
- Gemeinde
Edersleben[10]
- Stadt
Eisleben
- Stadt
Gerbstedt[11]
- Gemeinde
Helbra[12]
- Gemeinde
Hergisdorf[13]
- Stadt
Hettstedt (Details)
- Stadt
Kelbra (Kyffhäuser)[14]
- Gemeinde
Klostermansfeld[15]
- Stadt
Mansfeld[16]
- Kreisstadt
Sangerhausen[17]
- Gemeinde
Seegebiet Mansfelder Land[18]
- Gemeinde
Südharz
- Gemeinde
Wallhausen[19]
- Gemeinde
Wimmelburg[20]

## Ehemalige Landkreiswappen

Landkreis Mansfelder Land[21] (1995)
Landkreis Sangerhausen

## Wappen ehemaliger Verwaltungsgemeinschaften

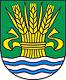
Goldene Aue
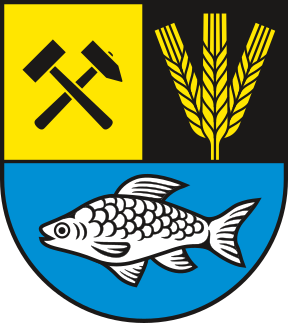
Seegebiet Mansfelder Land

## Wappen ehemaliger Städte und Gemeinden

Stadt Mansfeld Ortsteil Abberode
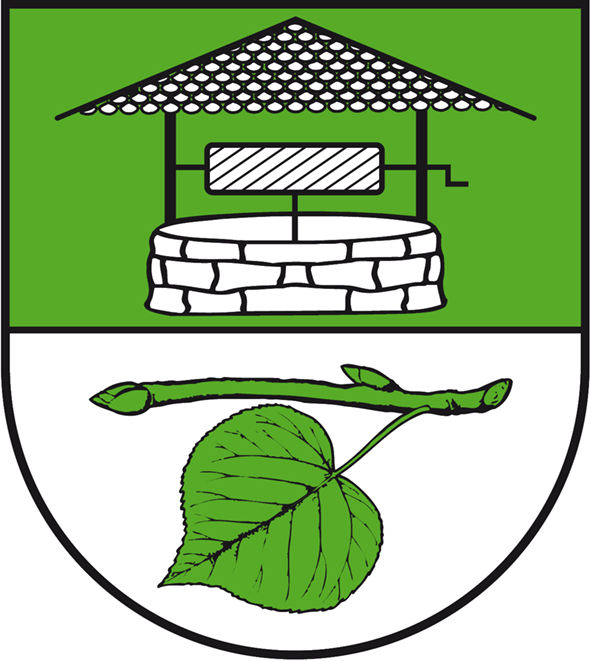
Stadt Arnstein Ortsteil Alterode

Gemeinde Seegebiet Mansfelder Land Ortsteil Amsdorf
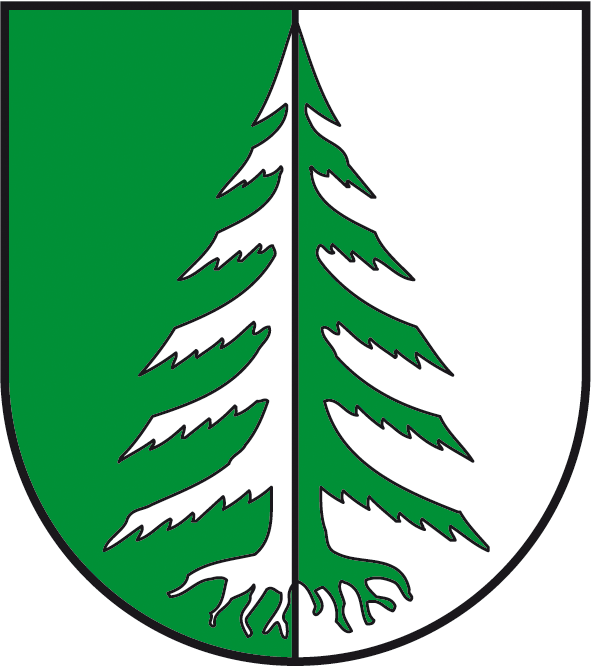
Stadt Arnstein Ortsteil Arnstedt
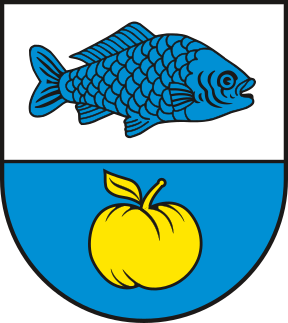
Gemeinde Seegebiet Mansfelder Land Ortsteil Aseleben
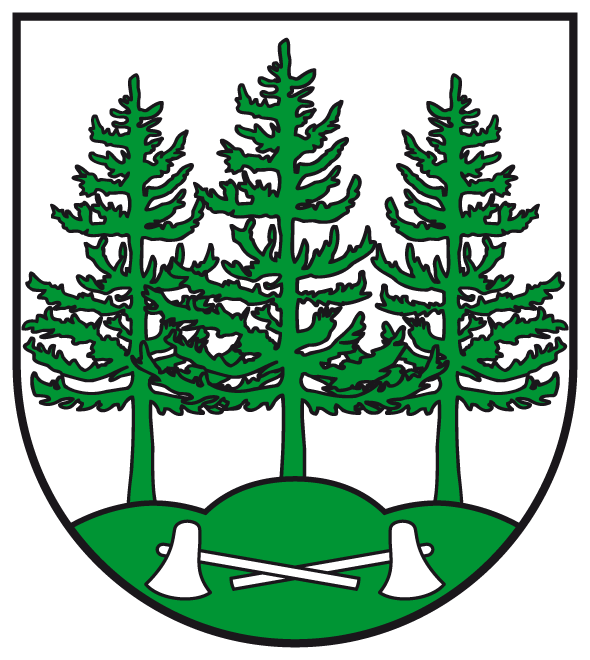
Stadt Arnstein Ortsteil Bräunrode
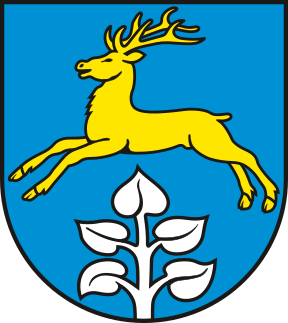
Stadt Mansfeld Ortsteil Braunschwende
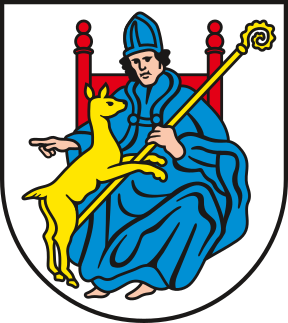
Gemeinde Brücken-Hackpfüffel Ortsteil Brücken
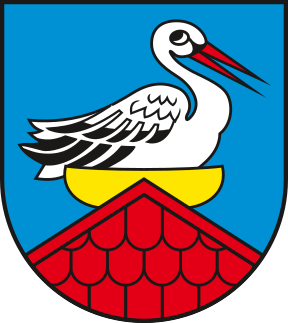
Gemeinde Seegebiet Mansfelder Land Ortsteil Dederstedt
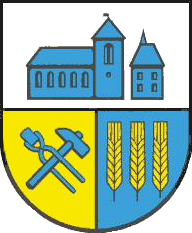
Gemeinde Seegebiet Mansfelder Land Ortsteil Erdeborn
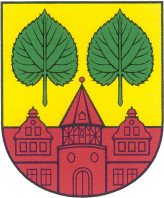
Stadt Mansfeld Ortsteil Friesdorf
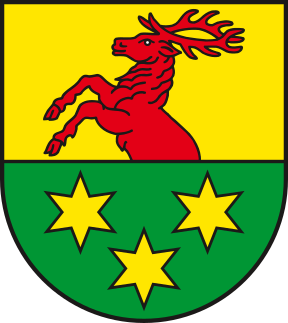
Stadt Sangerhausen Ortsteil Grillenberg
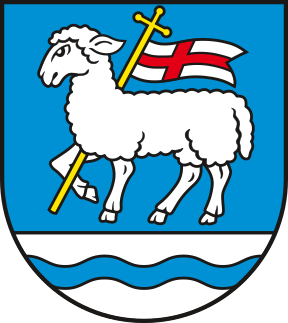
Stadt Sangerhausen Ortsteil Großleinungen
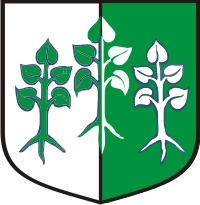
Gemeinde Brücken-Hackpfüffel Ortsteil Hackpfüffel
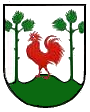
Gemeinde Südharz Ortsteil Hainrode
Stadt Arnstein Ortsteil Harkerode
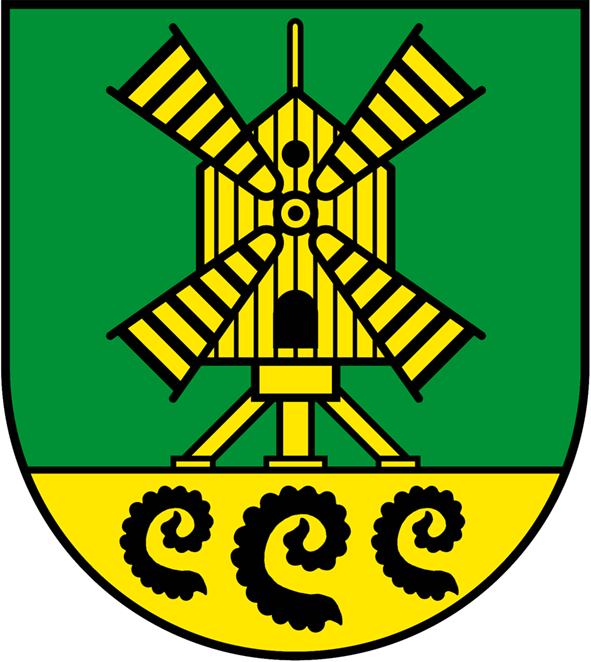
Stadt Eisleben Ortsteil Hedersleben
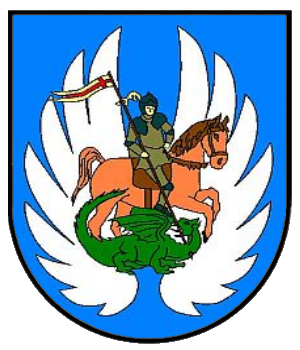
Stadt Eisleben Ortsteil Helfta
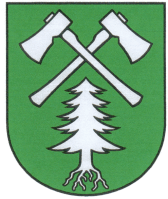
Stadt Mansfeld Ortsteil Hermerode
Stadt Sangerhausen Ortsteil Horla
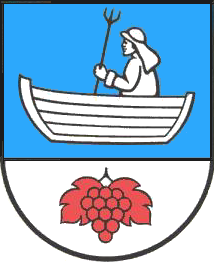
Gemeinde Seegebiet Mansfelder Land Ortsteil Lüttchendorf
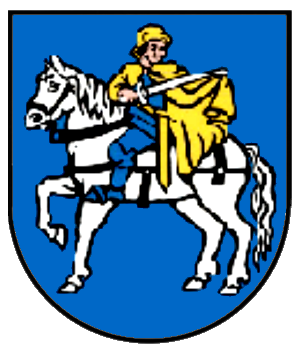
Gemeinde Wallhausen Ortsteil Martinsrieth
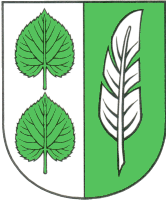
Stadt Mansfeld Ortsteil Molmerswende
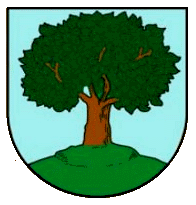
Stadt Allstedt Ortsteil Nienstedt
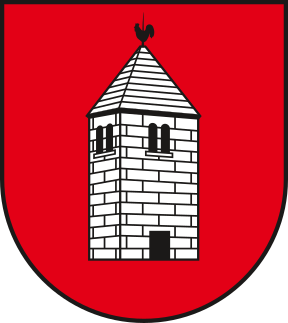
Stadt Eisleben Ortsteil Polleben
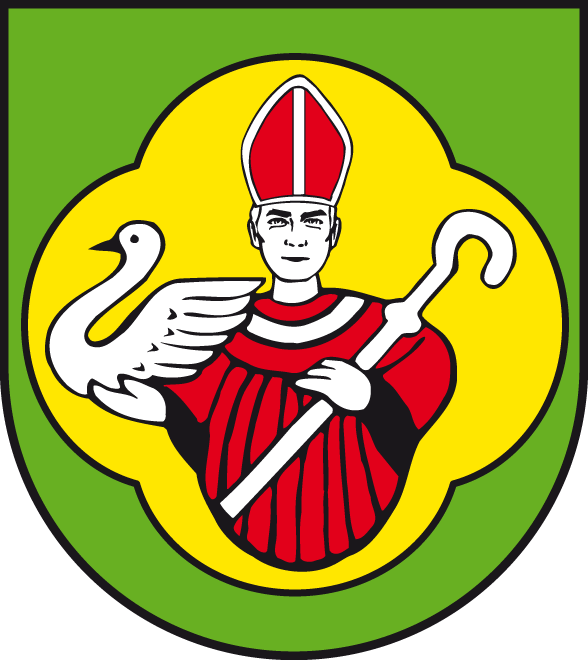
Stadt Arnstein Ortsteil Quenstedt
Gemeinde Wallhausen Ortsteil Riethnordhausen
Stadt Hettstedt Ortsteil Ritterode
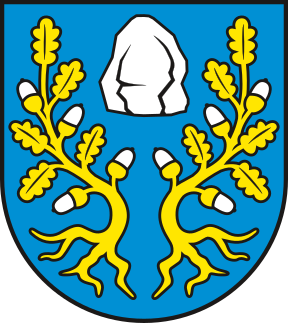
Stadt Mansfeld Ortsteil Ritzgerode
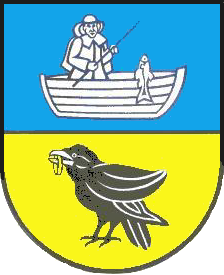
Gemeinde Seegebiet Mansfelder Land Ortsteil Röblingen am See
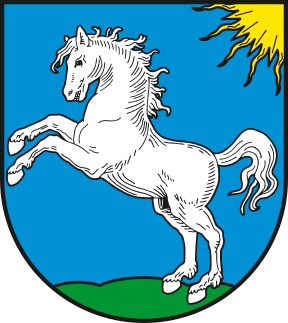
Gemeinde Südharz Ortsteil Roßla
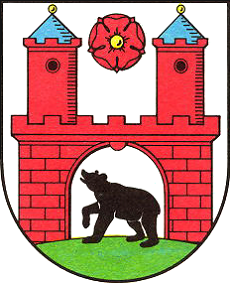
Stadt Arnstein Ortsteil Sandersleben (Anhalt)
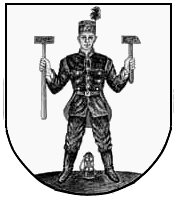
Stadt Eisleben Ortsteil Schmalzerode
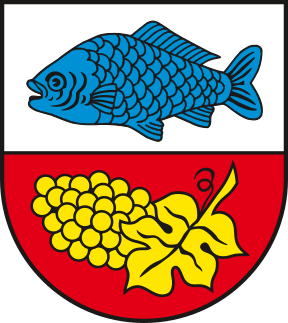
Gemeinde Seegebiet Mansfelder Land Ortsteil Seeburg
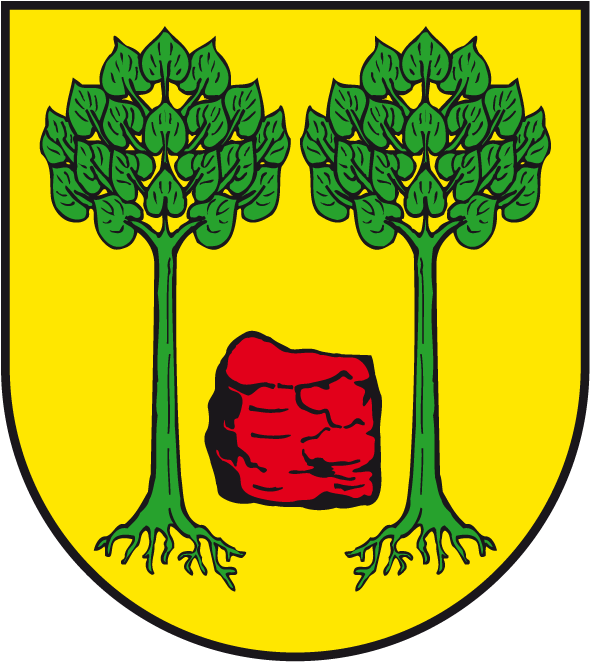
Stadt Arnstein Ortsteil Stangerode
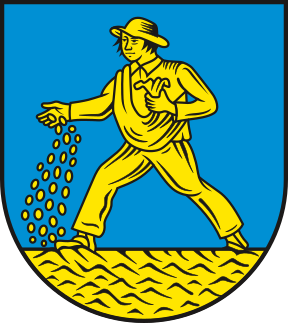
Gemeinde Seegebiet Mansfelder Land Ortsteil Stedten
Gemeinde Südharz Ortsteil Stadt Stolberg (Harz)
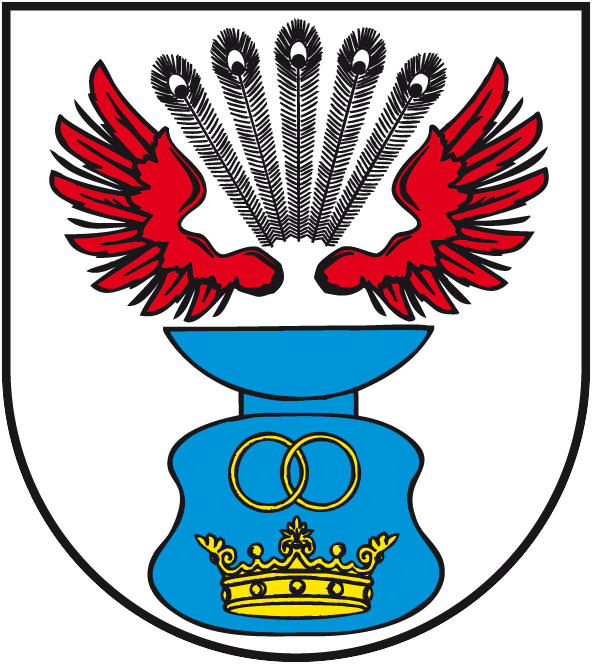
Stadt Arnstein Ortsteil Sylda
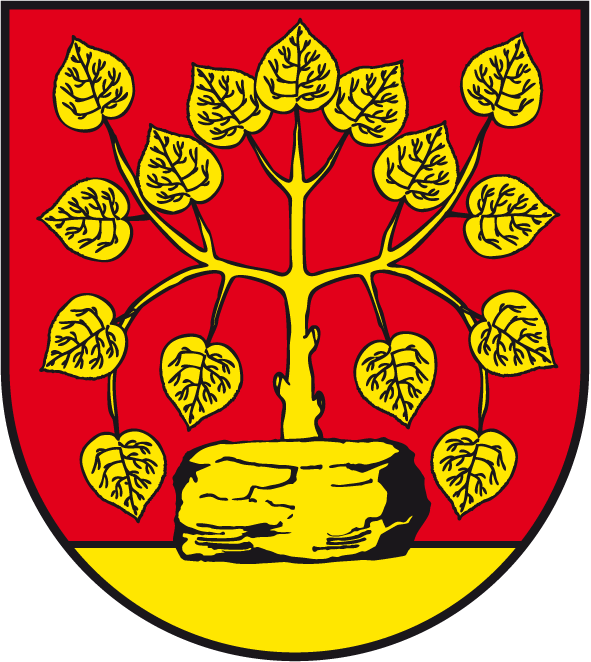
Stadt Arnstein Ortsteil Ulzigerode
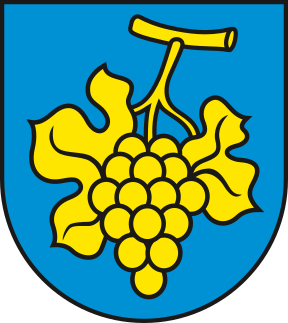
Stadt Eisleben Ortsteil Unterrißdorf
Stadt Hettstedt Ortsteil Walbeck
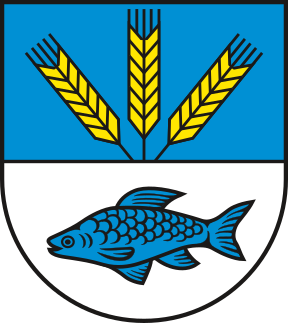
Gemeinde Seegebiet Mansfelder Land Ortsteil Wansleben am See
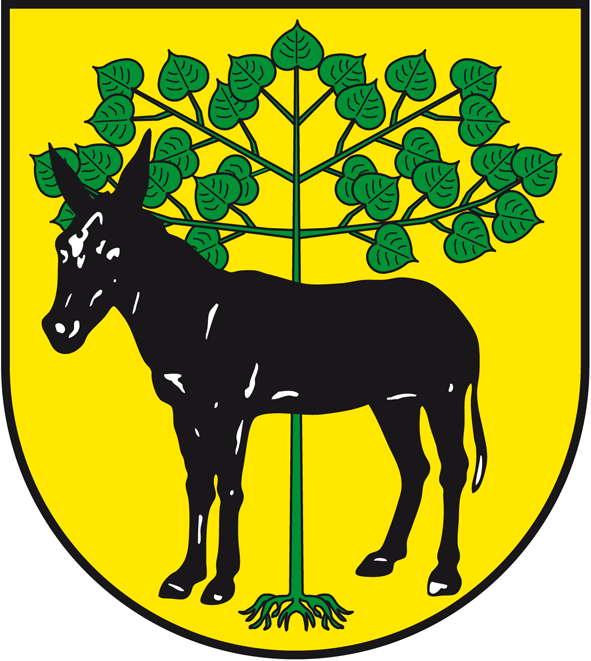
Stadt Arnstein Ortsteil Welbsleben
Gemeinde Südharz Ortsteil Wickerode
Stadt Allstedt Ortsteil Winkel
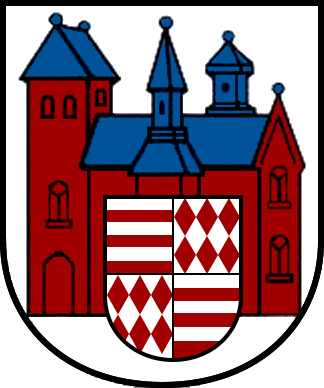
Stadt Sangerhausen Ortsteil Wippra
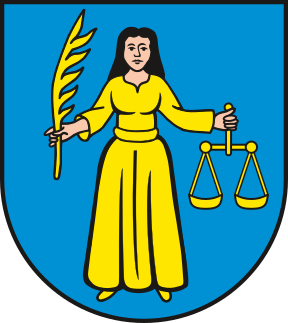
Stadt Allstedt Ortsteil Wolferstedt
Stadt Sangerhausen Ortsteil Wolfsberg
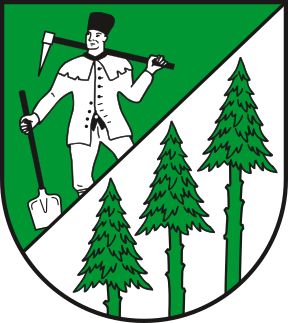
Gemeinde Seegebiet Mansfelder Land Ortsteil Amsdorf
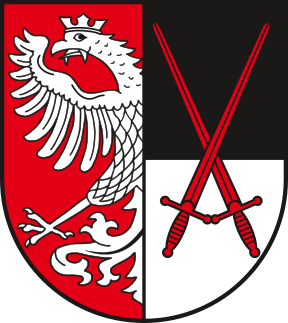
Stadt Arnstein Ortsteil Arnstedt
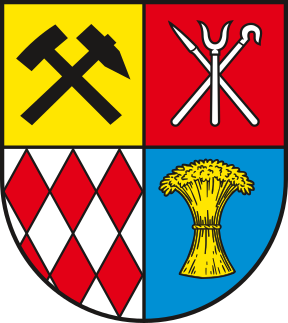
Gemeinde Seegebiet Mansfelder Land
Ortsteil Aseleben
- Stadt Arnstein
Ortsteil Bräunrode[26]
- Stadt Mansfeld
Ortsteil Braunschwende
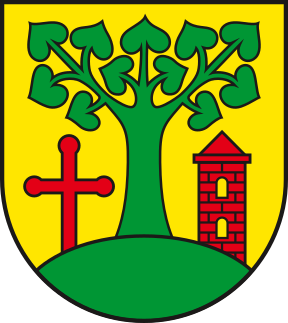
Gemeinde Brücken-Hackpfüffel
Ortsteil Brücken
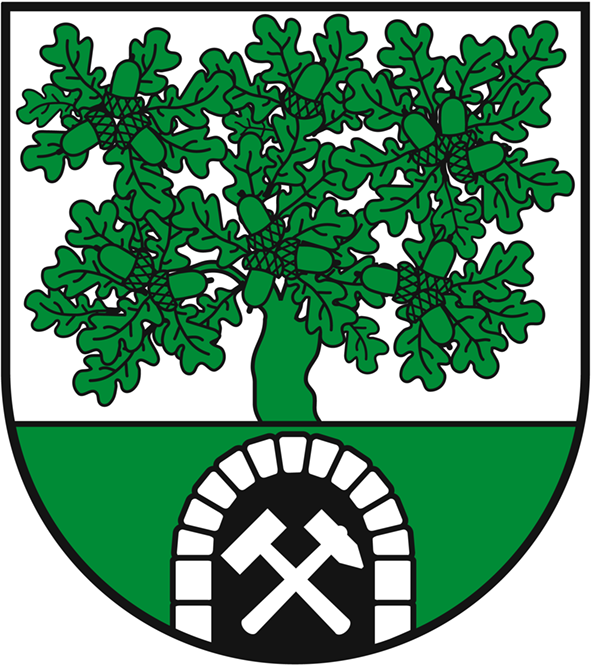
Gemeinde Seegebiet Mansfelder Land
Ortsteil Dederstedt[27]
- Gemeinde Seegebiet Mansfelder Land
Ortsteil Erdeborn[28]
- Stadt Mansfeld
Ortsteil Friesdorf
- Stadt Sangerhausen
Ortsteil Grillenberg
- Stadt Sangerhausen
Ortsteil Großleinungen
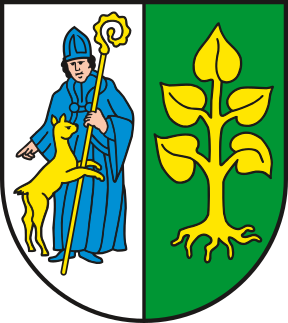
Gemeinde Brücken-Hackpfüffel Ortsteil Hackpfüffel
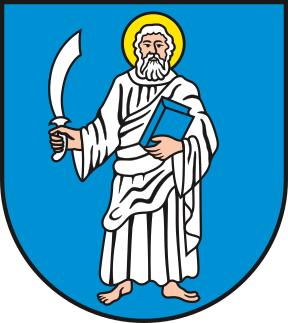
Gemeinde Südharz
Ortsteil Hainrode
Stadt Arnstein Ortsteil Harkerode
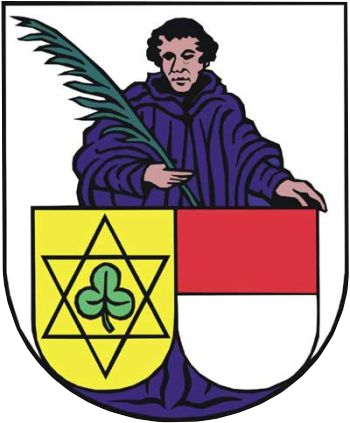
Stadt Eisleben
Ortsteil Hedersleben[29]
- Stadt Eisleben
Ortsteil Helfta
- Stadt Mansfeld
Ortsteil Hermerode
- Stadt Sangerhausen
Ortsteil Horla
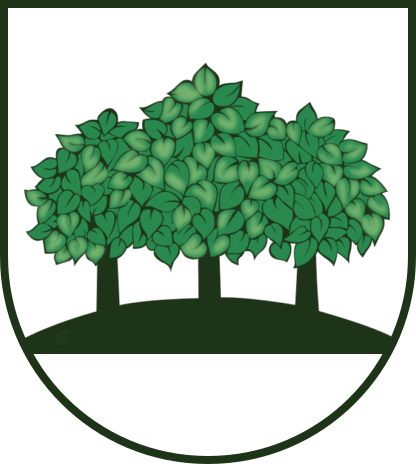
Gemeinde Seegebiet Mansfelder Land
Ortsteil Lüttchendorf[30]
Gemeinde Wallhausen
Ortsteil Martinsrieth
- Stadt Mansfeld
Ortsteil Molmerswende[31]
- Stadt Allstedt
Ortsteil Nienstedt
- Stadt Eisleben
Ortsteil Polleben
- Stadt Arnstein
Ortsteil Quenstedt[32]
- Gemeinde Wallhausen
Ortsteil Riethnordhausen
Stadt Hettstedt Ortsteil Ritterode
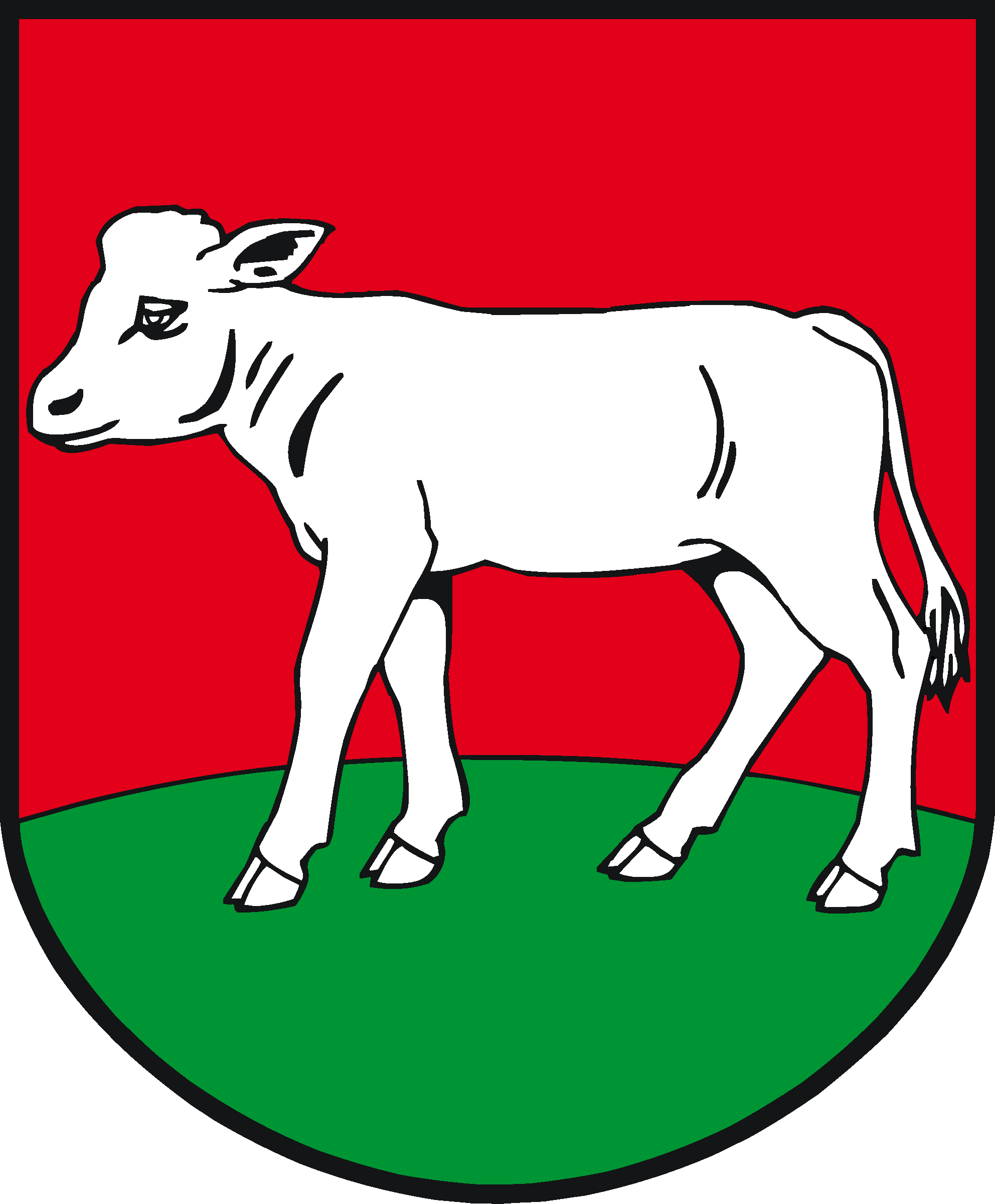
Stadt Kelbra (Kyffhäuser)

- Stadt Mansfeld
Ortsteil Ritzgerode[33]
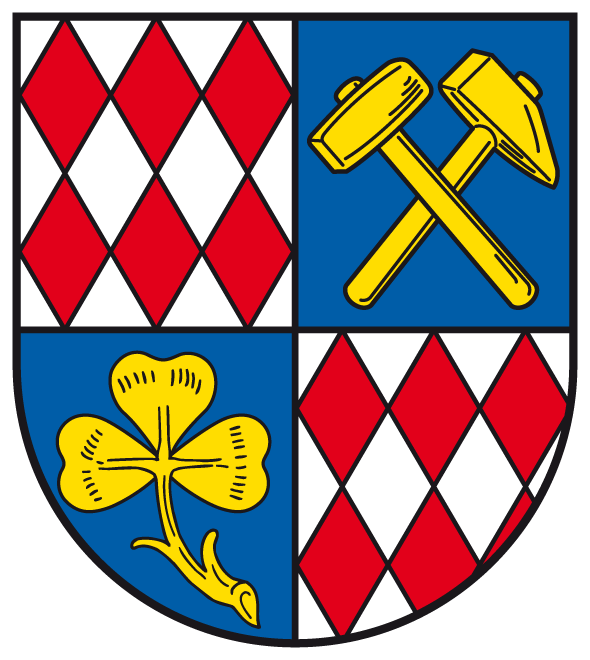
Gemeinde Seegebiet Mansfelder Land Ortsteil Röblingen am See
- Gemeinde Südharz
Ortsteil Roßla[35]
Stadt Arnstein Ortsteil Sandersleben (Anhalt)
- Stadt Eisleben
Ortsteil Schmalzerode
- Gemeinde Seegebiet Mansfelder Land
Ortsteil Seeburg
- Stadt Arnstein
Ortsteil Stangerode[36]
- Gemeinde Seegebiet Mansfelder Land
Ortsteil Stedten
- Gemeinde Südharz
Ortsteil Stadt Stolberg (Harz)
- Stadt Arnstein
Ortsteil Sylda
- Stadt Arnstein
Ortsteil Ulzigerode
- Stadt Eisleben
Ortsteil Unterrißdorf
- Stadt Hettstedt
Ortsteil Walbeck
- Gemeinde Seegebiet Mansfelder Land
Ortsteil Wansleben am See
- Stadt Arnstein
Ortsteil Welbsleben
- Gemeinde Südharz
Ortsteil Wickerode
- Stadt Allstedt
Ortsteil Winkel
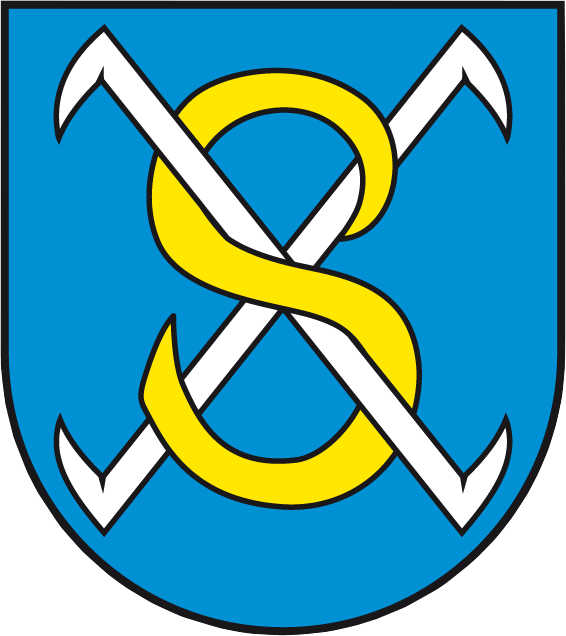
Stadt Sangerhausen
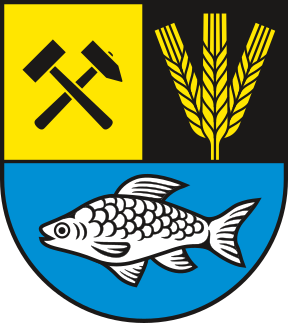
Gemeinde Seegebiet Mansfelder Land
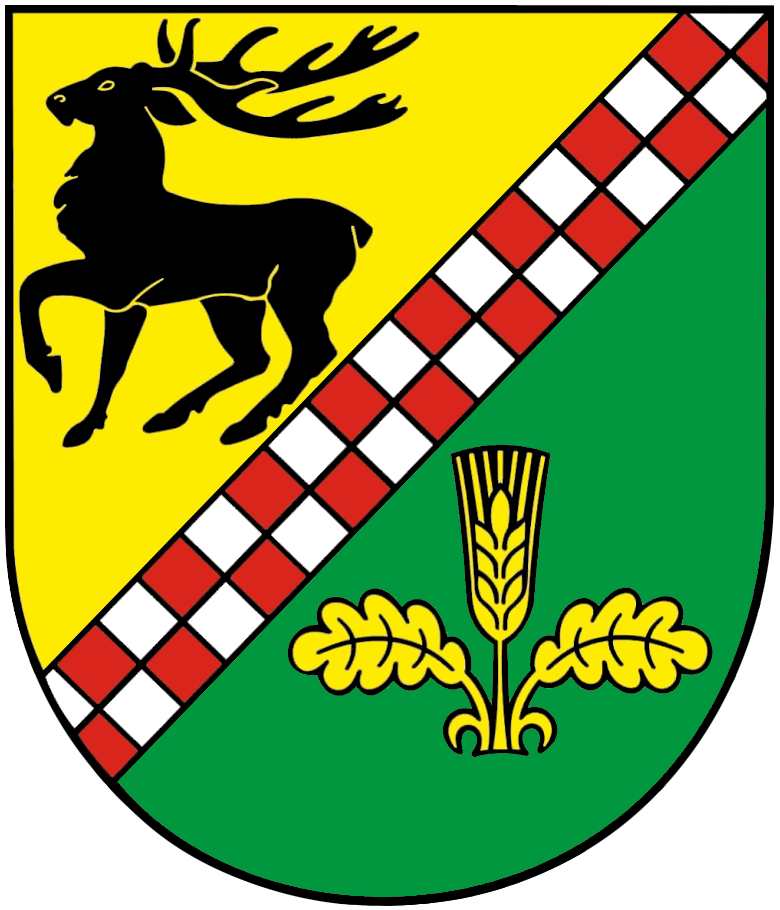
Gemeinde Südharz
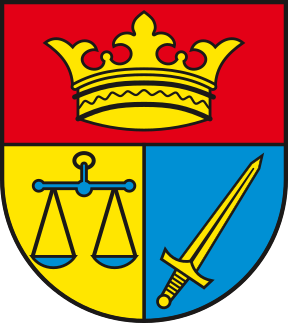
Gemeinde Wallhausen
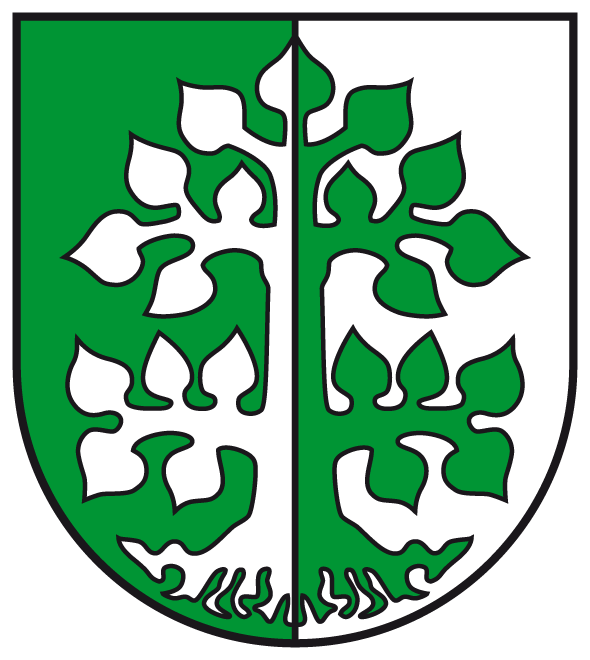
Gemeinde Wimmelburg
Ortsteil Wippra
- Stadt Allstedt
Ortsteil Wolferstedt
- Stadt Sangerhausen
Ortsteil Wolfsberg

## Historische Wappen

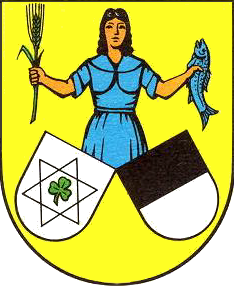
Stadt Gerbstedt

- Stadt
Gerbstedt[37]

## Blasonierungen
1. ↑  Landkreis Mansfeld-Südharz: „Halbgespalten und geteilt; vorn oben geviert, Feld 1 und 4: sechsfach Silber über Rot geteilt; Feld 2 und 3: in Silber sechs (3:3) rote Rauten; hinten oben in Silber eine stilisierte natürliche rote Rose; unten in Grün ein silbernes Dreieck, belegt mit einem schräggekreuzten schwarzen Bergmannsgezähe.“
2. ↑  VBG Goldene Aue: „In Gold über einem mit zwei silbernen Wellenleisten belegten blauen Wellenschildfuß ein grüner Lindenast mit fünf (1:2:2) Blättern.“
3. ↑  VBG Mansfelder Grund-Helbra: „In Silber ein blauer linker Schrägfluß, begleitet oben von schräggekreuzte schwarze Schlägel und Eisen unten einen grünen Laubbaum mit schwarzem Stamm.“
4. ↑  Ahlsdorf: „Schräglinks geteilt von Grün und Silber; oben ein aus der Teilung wachsender, silberner  Bergmann mit schwarzer Bergmannskappe, in der rechten eine Schaufel haltend, mit der linken eine Haue schulternd; unten drei aus dem Schildrand wachsende grüne Tannen.“
5. ↑  Allstedt: „Gespalten und halbgeteilt; vorn in Rot ein gekrönter silberner Adler am Spalt, hinten Schwarz über Silber, belegt mit zwei schräg gekreuzten roten Schwertern.“
6. ↑  Benndorf: „Geviert im Feld 1 in Gold gekreuzte schwarze Hammer und Schlägel; im Feld 2 in Rot gekreuztes silbernes Hüttengezähe; im Feld 3 in Silber zwei Reihen von je drei roten Rauten; im Feld 4 in Blau ein Bündel goldene Getreideähren.“
7. ↑  Berga: „In Gold allesamt aus einem grünen Berg wachsend eine grüne Linde, begleitet von vorn einem roten Kugelhochkreuz, und hinten einem gemauerten, spitzbedachten roten Turm mit pfahlweise 2 goldenen Fenstern.“
8. ↑  Blankenheim: „In Silber aus erhöhtem grünen Schildfuß wachsend eine grüne Eiche mit Eicheln, im Schildfuß ein rundbogiger, schwarzer Durchbruch, eingefasst von silbernen Hausteinen und belegt mit silbernem Bergmannsgezähe.“
9. ↑  Brücken-Hackpfüffel: „Gespalten von Silber und Grün vorn ein stehender Heiliger Agidius im blauen Bischofsornat und blauer Mitra, in der linken Hand den goldenen Krummstab haltend, vor dem Heiligen eine aufgerichtete linksgewendete goldene Hirschkuh, hinten eine bewurzelte fünfblättrige goldene Linde.“
10. ↑  Edersleben: „In Blau der heilige St. Bartholomäus im heiligen Gewand, mit der rechten Hand ein silbernes Messer erhebend und in der linken ein blaues Buch haltend.“
11. ↑  Gerbstedt: „In Silber der heilige Stephanus mit schwarzen Haaren, blauem Gewand und grünem Palmenwedel in der rechten Hand, wachsend hinter zwei nebeneinander stehenden Halbrundschilden, der rechte golden mit linearem schwarzen Hexagramm - darin ein grünes Kleeblatt, der linke Rot über Silber geteilt.“
12. ↑  Helbra: „In Silber, auf schwarzem Boden, drei grüne Linden mit schwarzem Stamm, wobei die mittlere Linde die seitlichen teilweise bedeckt.“
13. ↑  Hergisdorf: „Gespalten von Blau über Gold, belegt mit gekreuztem, silbern-schwarzem Bergwerksgezähe.“
14. ↑  Kelbra: „In Rot auf gewölbten grünen Schildfuß ein silbernes Kalb.“
15. ↑  Klostermansfeld: „Geviert; Feld 1 und 4: in Silber sechs (3:3) rote Rauten (Stammwappen der Grafen von Mansfeld; Feld 2: in Blau die schräggekreuzten goldenen Berghämmer; Feld 3: in Blau ein goldenes dreiblättriges Kleeblatt.“
16. ↑  Mansfeld: „In Rot linkshin gewendet der heilige Georg in goldener Rüstung auf einem golden gezäumten Schimmel, mit dem mit gold-schwarzer Kreuzfahne bewimpelten Spieß einen geflügelten grünen Drachen durchbohrend.“
17. ↑  Sangerhausen: „In Blau zwei schräggekreuzte, von einem goldenen "S" durchschlungene silberne Doppelhaken; die Hakenspitzen seitlich einander zugekehrt.“ (Hauptsatzung § 2 Abs. 1 (Memento vom 13. Februar 2007 im Internet Archive))
18. ↑  Seegebiet Mansfelder Land: „Halbgespalten und geteilt; oben vorn in Gold gekreuzt schwarze Schlägel und Eisen, oben hinten in Schwarz drei goldene Ähren, unten in Blau ein silberner Fisch.“
19. ↑  Wallhausen: „Geteilt und halb gespalten, oben in Rot eine Goldene Krone, unten links in Gold eine blaue Waage mit schwarzen Schnüren, unten rechts in Blau ein schräglinks gelegtes goldenes Schwert.“
20. ↑  Wimmelburg: „Gespalten Grün über Silber mit einem stilisierten bewurzelten Lindenbaum in verwechselten Farben.“
21. ↑  Landkreis Mansfelder Land: „Das Wappen ist in folgende Bestandteile gegliedert: Quadrierter Silberschild, Feld 1 : geviert, 1 : 4 drei rote Balken, 2 : 3 sechs rote Rauten (3 : 3), Feld 2: ein schwarzes Bergmannsgezähe, Feld 3: eine grüne Tanne auf grünem gewelltem Schildfuß, Feld 4: ein aufgerichteter roter Fisch.“
 (§ 2 Abs. 1 der Hauptsatzung des Landkreises Mansfelder Land, genehmigt am 20. Juli 1995)
22. ↑  VG Goldene Aue: „In Grün eine aus einem mit zwei blauen Wellenleisten belegten silbernen Wellenschildfuß wachsende goldene Getreidegarbe mit drei Ähren, vier Blättern und einer Bindeschleife.“
23. ↑  VG Seegebiet Mansfelder Land: „Halbgespalten und geteilt, oben vorn in Gold gekreuzt schwarze Schlägel und Eisen, oben hinten in Schwarz drei goldene Ähren, unten in Blau ein silberner Fisch.“
24. ↑  Alterode: „Geteilt von Grün über Silber; oben ein überdachter silberner Ziehbrunnen mit Winde, unten ein grünes Lindenblatt am Zweig.“
25. ↑  Arnstedt: „Gespalten von Grün und Silber eine bewurzelte Tanne in verwechselten Tinkturen.“
26. ↑  Bräunrode: „In Silber drei grüne Tannen auf grünem mit zwei silbernen gekreuzten Äxten belegten Dreiberg.“
27. ↑  Dederstedt: „In Blau auf einem wie ein Giebel mit abgesetztem Ortgang und Ziegelschuppung versehenen roten Winkelschildfuß ein in einem goldenen Nest sitzender linksgewendeter silberner Storch mit schwarzen Flügeldecken und rotem Schnabel.“
28. ↑  Erdeborn: „Von Silber, Gold und Blau geteilt und halb gespalten; oben eine blaue Kirche, der breite Turmspitz bedacht mit Wetterfahne, neben der Kirche ein blaues Haus mit trapezförmigen Dach und seitlichen spitzen Türmchen. Unten vorn getrennt eine blaue Zange und ein blauer Hammer, hinten drei goldene Ähren nebeneinander.“
29. ↑  Hedersleben: „In Grün auf goldenem Schildfuß eine goldene Bockwindmühle mit schwarzer Türöffnung und Eulenloch, aus dem Dach eine goldene Stange ragend, im Schildfuß drei schwarze Bockshörner, das mittlere größer.“
30. ↑  Lüttchendorf: „In Blau ein silberner Fischer in einem silbernen Boot sitzend, in der linken Hand einen schwarzen Dreispieß; im silbernen Schildfuß eine rote Weintraube mit Blattwerk.“
31. ↑  Molmerswende: „Gespalten von Silber und Grün; vorn zwei grüne Lindenbätter und hinten eine silberne Schreibfeder.“
32. ↑  Quenstedt: „In Grün der Oberkörper eines Bischofs mit rotem Gewand und roter Bischofsmütze, in der Rechten eine silberne Gans, in der Linken einen silbernen Krummstab haltend, umgeben von einer vierbogenförmigen goldenen Glorie.“
33. ↑  Ritzgerode: „In Blau zwei goldene bewurzelte Eichen mit silbernen Eicheln, darüber schwebend ein silberner Hühnenstein.“
34. ↑  Röblingen: „Geteilt von Blau über Gold, oben aus einem silbernen Boot wachsend ein linksgewendeter silberner Fischer mit einem silbernen Fisch an der Angel, unten ein stehender Rabe mit goldenem Ring im silbernen Schnabel.“
35. ↑  Roßla: „In Blau auf grünem Berg ein springendes silbernes Pferd unter einer aus dem linken Obereck hervorbrechenden goldenen Sonne.“
36. ↑  Stangerode: „In Gold ein roter Stein, begleitet von zwei grünen bewurzelten Laubbäumen.“
37. ↑  Gerbstedt: „In Gold zwei schräg gegeneinandergelehnte Schilde, der vordere zeigt in Silber ein Hexagramm, darin ein grünes Kleeblatt; der hintere ist geteilt von Schwarz über Silber; über den beiden Schilden eine blaugekleidete wachsende Frauengestalt, in der Rechten einen grünen Getreidehalm mit Ähre, in der Linken einen blauen Fisch haltend.“